# 患者自動車
患者自動車（かんじゃじどうしゃ）は、患者を収容し輸送する軍用自動車である。以下、大日本帝国陸軍におけるそれについて記述する。

## 概要
民間にもあったが、陸軍では、平時にも、戦時にも患者の輸送に用いられた。
制式品は大型と小型とがあり、大型は車台と車室から成り、車台は車枠、車軸、発条、車輪、機関などから成り、接断装置、操舵装置、変速装置、差動装置、制動装置などをそなえる。前車軸と後車軸との距離は2.8m以上、轍間距離は1.5m以下。機関はガソリン機関で、馬力はS.A.P.15HP以下。点火装置はマグネット式または蓄電池式。車室は臥床あるいは腰掛けをそなえ、臥床には担架を懸垂したもの、担架を枠台に載せたもの、腰掛け臥床兼用のものなどがある。臥床、腰掛けには羽根布団を敷くことができる。搭載力は大型は横臥で4名、踞座のみで6～8名で、小型は横臥1名と踞座2名、または踞座のみで4名で、大型、小型ともに若干の護送者を同乗させることができる。
戦時は主として大型を用い、戦地の地形、道路の関係上、小型を用いた例がある。戦時の衛生機関である患者輸送部の本部に若干両、配備し、戦況、傷者発生数、地形、道路網の状況などを考慮し、迅速に患者を輸送するために用いられ、時に補給衛生材料の運搬をおこなう。その構造はきわめて精巧であるとされ、重傷患者をあまり苦痛を与えずに運搬し得るとされた。平時は小型を各衛戍病院に備え、部隊の入院患者を運搬した。